# 杰茜·克罗斯
杰茜·克罗斯（英語：Jessie Cross，1909年4月14日—1986年3月29日），美国女子田径运动员，主攻短跑。她曾代表美国参加1928年夏季奥林匹克运动会田径比赛，获得女子4×100米接力银牌。